# اختبار كروسكال واليس
اختبار كروسكال واليس (بالإنجليزية: Kruskal-Wallis)‏ يعتبر من الاختبارات غير المعلمية، وهو مشابه لاختبار تحليل التباين الأحادي، إلا أنه حين يتخلف شرط من شروط تحليل التباين الأحادي مثل شرط السواء أو شرط تجانس التباين فإنه يمكن اللجوء إلى اختبار كروسكال واليس.

## الاستخدام
يستخدم اختبار كروسكال واليس عندما تكون الدرجات على المتغير التابع ضمن مقياس تراتيبي، أو عندما تكون الدرجات على المتغير التابع ضمن مقياس نسبة أو مقياس مسافات ولكن لم يتحقق افتراض السواء أو التجانس في التباين.

## الفرضيات
يفحص اختبار كروسكال واليس الفرضية الصفرية القائلة أن توزيع الدرجات في المجتمعات بالنسبة لكل مجموعة متطابق، والفرضية البديلة القائلة أنه يوجد على الأقل مجتمعان من المجتمعات يختلفان عن بعضهما البعض من حيث الموقع.

## الافتراضات
هناك عدة افتراضات لا بد من تحققها قبل استخدام اختبار كروسكال واليس، وهي:
1. العشوائية في اختيار العينات من المجتمع.
2. استقلالية العينات عن بعضها.
3. إمكانية إعطاء رتب للقيم ضمن كل عينة من العينات.

## متطلبات التصميم
يفترض اختبار كروسكال واليس تحقق متطلبات التصميم التالية:
1. أن هناك متغيرًا مستقلًا واحدًا بمستويين أو أكثر.
2. أن مستويات المتغير المستقل يمكن أن تختلف كيفيًا أو كميٌا.
3. أن الفرد أو المفحوص يظهر في خلية واحدة فقط، وليس في أكثر من خلية في الوقت نفسه.
4. أن الحد الأدنى لعدد الأفراد في كل مجموعة يجب أن يكون مساويًا أو أكبر من 6 حتى يمكن استخدام توزيع مربع كاي.

## وصلات خارجية
- فيديو تعليمي لطريقة استخدام اختبار كروسكال واليس في الحزمة الإحصائية spss
- مدونة الإدارة التربوية: اختبار كروسكال واليس Wallis Kruskal